# Cryphia abruzzensis
Cryphia abruzzensis là một loài bướm đêm trong họ Noctuidae.